# Villanella
Villanella, tudi canzona vilanesca, (množina villanelle — kar ne smemo zamenjevati s francosko pesniško obliko villanelle) je  posvetna večglasna italijanska glasbena oblika, ki se je pojavila tik pred polovico 16. stoletja. Najprej se je pojavila v Neaplju (villanella alla napoletana) in kasneje vplivala na canzonetto, posledično pa tudi na madrigal. V 17. stoletju je izpodrinila priljubljenost in uporabo frottole. Hitro se je razširila po vsej Italiji in izven njenih meja, predvsem v Nemčiji. Prva skladatelja villanelle sta bila Neapeljčana Giovanni Domenico da Nola in Giovan Tomaso di Maio, sicer pa med najpomembnjše ustvarjalce te glasbene oblike štejejo Adrian Willaert, Luca Marenzio, Adriano Banchieri in Orlando di Lasso.
Glasba zgodnjih villanel je bila brez izjeme komponirana za tri pevske glasove brez instrumentalne spremljave. Vsebovala je izrazit vpliv ljudske glasbe, težila je k enostavnosti in se izogibala kompleksni polifoniji, vsebinsko pa je bila naravnana komično, parodično oziroma satirično. Verzi zgodnjih villanel so večinoma potekali po vzorcu abR abR abR ccR. 
Izraz villanella so kasneje nekateri skladatelji, npr. Telemann, uporabljali za instrumetnalne skladbe z rustikalnim (grobim) podeželskim značajem. V 19. oz. 20. stoletju so najbolj znani avtorji villanelle Paul Dukas, Hector Berlioz, Enrique Granados in Emmanuel Chabrier.